# Epinephelus adscensionis
A garoupa-gato (nome científico: Epinephelus adscensionis) é uma espécie de peixe de nadadeiras raiadas da família da Serranidae. Se encontra distribuída pelo Oceano Atlântico. Seu comprimento máximo do corpo atinge 65 centímetros. Possui importância econômica limitada.

## Descrição
A cabeça, o corpo e as barbatanas são amareladas ou verde pálido; coberto com pontos marrom-avermelhados e manchas pálidas; geralmente três a cinco grupos de manchas marrons escuras na base da nadadeira dorsal. Uma mancha marrom-escura está localizada na parte superior do pedúnculo caudal. Uma fileira de manchas marrom-escuras corre ao longo da borda posterior da nadadeira caudal. Nos juvenis, o número de manchas na cabeça, corpo e barbatanas é menor, mas as manchas são maiores.
O comprimento máximo do corpo é de 65 cm, geralmente até 35 cm e o peso corporal até 4,1 kg.

## Habitat
São peixes de fundo marinho. Vivem sobre recifes rochosos a uma profundidade de 2 a 100 m e alimentam-se de caranguejos e peixes. Apresenta expectativa de vida limitada aos doze anos.

## Distribuição geográfica
Amplamente distribuído nas águas temperadas, subtropicais e tropicais do Oceano Atlântico. Atlântico oeste: de Massachusetts ao sul do Brasil, incluindo  Bermudas, Golfo do México e Caribe. Atlântico leste: ao largo das Ilhas de Ascensão, Santa Helena e São Tomé.

## Relacionamento com seres humanos
No Atlântico Ocidental, têm uma importância limitada na pesca e na pesca desportiva. No entanto, ao largo da costa das Ilhas de Ascensão e de Santa Helena, a pesca comercial é realizada com palangres, armadilhas e arpões. Eles são vendidos frescos.